# La Rápida
Se conoce como "La Rápida" a un juego ilegal de lotería cuyas participaciones se venden en la provincia de Málaga. Los orígenes de La Rápida se remontan a la década de 1940.

## Origen del nombre
La Rápida debe su nombre a la rapidez en cobrarse los premios en efectivo. Este sorteo ilegal es paralelo a los Sorteos de la ONCE, por lo que una vez aparece el número premiado de este sorteo, los ganadores de La Rápida reciben inmediatamente su premio.

## Modus operandi
Los vendedores de La Rápida o "rapideros" actúan al amparo de organizaciones mafiosas vendiendo talonarios a clientes de confianza en bares o lugares de trabajo. En los talones apuntan el número al que se apuesta y la cantidad, que entregan al comprador, mientras que mantienen una copia del mismo.
Estos vendedores han sido a menudo detenidos y condenados, aunque la organización que los soportan tienen la capacidad de pagar multas e incluso soportar económicamente a la familia de los vendedores en caso de ser encarcelados.